# Ceryx flavibasis
Ceryx flavibasis là một loài bướm đêm thuộc phân họ Arctiinae, họ Erebidae.